# Condado de Amherst
El condado de Amherst (en inglés: Amherst County) es un condado en el estado estadounidense de Virginia. En el censo de 2000 el condado tenía una población de 31.894 habitantes. Forma parte del área metropolitana de Lynchburg. La sede de condado es Amherst. El condado fue formado en 1761 a partir de una porción del condado de Albemarle. Fue nombrado en honor a Jeffrey Amherst, un militar británico.

## Geografía
Según la Oficina del Censo, el condado tiene un área total de 1.240 km² (479 sq mi), de la cual 1.231 km² (475 sq mi) es tierra y 9 km² (4 sq mi) (0,75%) es agua.

### Condados adyacentes
- Condado de Nelson (noreste)
- Condado de Appomattox (sureste)
- Condado de Campbell (sur)
- Lynchburg (sur)
- Condado de Bedford (suroeste)
- Condado de Rockbridge (noroeste)

### Áreas protegidas nacionales
- Blue Ridge Parkway
- George Washington and Jefferson National Forests

## Demografía
En el  censo de 2000, hubo 31.894 personas, 11.941 hogares y 8.645 familias residiendo en el condado. La densidad poblacional era de 67 personas por milla cuadrada (26/km²). En el 2000 había 12.958 unidades unifamiliares en una densidad de 27 por milla cuadrada (11/km²). La demografía del condado era de 77,67% blancos, 19,79% afroamericanos, 0,81% amerindios, 0,35% asiáticos, 0,02% isleños del Pacífico, 0,41% de otras razas y 0,94% de dos o más razas. 0,96% de la población era de origen hispano o latino de cualquier raza. 
La renta promedio para un hogar del condado era de $37.393 y el ingreso promedio para una familia era de $42.876. En 2000 los hombres tenían un ingreso medio de $31.493 versus $22.155 para las mujeres. La renta per cápita para el condado era de $16.952 y el 10,70% de la población estaba bajo el umbral de pobreza nacional.

## Ciudades y pueblos
- Amherst
- Madison Heights
- Sweet Briar